# Australian Open-mesterskabet i herredouble 2018
Australian Open-mesterskabet i herredouble 2018 varr den 106. turnering om Australian Open-mesterskabet i herredouble. Turneringen er en del af Australian Open 2018 og bliver spillet i Melbourne Park i Melbourne, Victoria, Australien i perioden 17. - 27. januar 2018.
Mesterskabet blev vundet af Oliver Marach og Mate Pavić, som i finalen besejrede colombianerne Juan Sebastián Cabal og Robert Farah med 6-4, 6-4. For både Marach og Pavić var triumfen deres første grand slam-titel i herredouble, men sidstnævnte havde dog tidligere prøvet at vinde en grand slam-finale, da han sejrede i US Open-mesterskabet i mixed double 2016 sammen med Laura Siegemund. Marach og Pavić spillede sammen for første gang ved Miami Open 2017 og havde derfor dannet par i mindre end et år, men det var allerede deres anden grand slam-finale som makkere, idet de året før havde tabt Wimbledon-finalen med 11-13 i afgørende sæt til Łukasz Kubot og Marcelo Melo. Parret havde endvidere startet året som lyn og torden, idet de inden Australian Open havde indledt sæsonen med at vinde både Qatar Open i Doha og ASB Classic i Auckland, inden de blev det første par nogensinde til at starte tennissæsonen med at vinde Australian Open-mesterskabet i herredouble efter også at have sejret på ATP World Tour i de to foregående uger. Marach og Pavić var endvidere begge den første spillere fra hver af deres respektive hjemlande, der vandt Australian Open-mesterskabet i herredouble, for mesterskabet var aldrig tidligere blevet vundet af en spiller fra Østrig eller Kroatien.
Dagen efter herredoublefinalen vandt Mate Pavić også mixed double-titlen, da han sammen med Gabriela Dabrowski vandt finalen med 2-6, 6-4, [11-9] over Tímea Babos og Rohan Bopanna. Den dobbelte triumf i herredouble og mixed double blev senest præsteret af Bruno Soares i 2016.

## Pengepræmier og ranglistepoint
Den samlede præmiesum til spillerne i herredouble androg A$ 3.216.000 (ekskl. per diem), hvilket var en stigning på ca. 7,4 % i forhold til året før.
| Resultat                   | Pengepræmier | Pengepræmier | Ændring ift. 2017 | ATP-point |
| Resultat                   | Pr. par      | Total        | Ændring ift. 2017 | ATP-point |
| -------------------------- | ------------ | ------------ | ----------------- | --------- |
| Vinder (1 par)             | A$ 700.000   | A$ 700.000   | +6,1 %            | 2.000     |
| Finalist (1 par)           | A$ 350.000   | A$ 350.000   | +6,1 %            | 1.200     |
| Semifinalister (2 par)     | A$ 175.000   | A$ 350.000   | +6,1 %            | 720       |
| Kvartfinalister (4 par)    | A$ 90.000    | A$ 360.000   | +9,1 %            | 360       |
| Tabere i 3. runde (8 par)  | A$ 49.000    | A$ 392.000   | +8,9 %            | 180       |
| Tabere i 2. runde (16 par) | A$ 29.500    | A$ 472.000   | +9,3 %            | 90        |
| Tabere i 1. runde (32 par) | A$ 18.500    | A$ 592.000   | +7,2 %            | 0         |
| Samlet præmiesum           | -            | A$ 3.216.000 | +7,4 %            | -         |

## Turnering

### Deltagere
Turneringen har deltagelse af 64 par, der er fordelt på:
- 57 direkte kvalificerede par i form af deres ranglisteplacering.
- 7 par, der har modtaget et wild card.

#### Seedede par
De 16 bedst placerede af parrene på ATP's verdensrangliste blev seedet:
| Seedning | Rang. | Spillere                            | Resultat     |
| -------- | ----- | ----------------------------------- | ------------ |
| 1        | 2     | Łukasz Kubot Marcelo Melo           | Kvartfinale  |
| 2        | 7     | Henri Kontinen John Peers           | Anden runde  |
| 3        | 15    | Jean-Julien Rojer Horia Tecău       | Anden runde  |
| 4        | 17    | Pierre-Hugues Herbert Nicolas Mahut | Anden runde  |
| 5        | 19    | Jamie Murray Bruno Soares           | Anden runde  |
| 6        | 24    | Bob Bryan Mike Bryan                | Semifinale   |
| 7        | 34    | Oliver Marach Mate Pavić            | Vinder       |
| 8        | 40    | Raven Klaasen Michael Venus         | Første runde |

| Seedning | Rang. | Spillere                              | Resultat     |
| -------- | ----- | ------------------------------------- | ------------ |
| 9        | 44    | Feliciano López Marc López            | Anden runde  |
| 10       | 45    | Rohan Bopanna Édouard Roger-Vasselin  | Tredje runde |
| 11       | 50    | Juan Sebastián Cabal Robert Farah     | Finale       |
| 12       | 55    | Pablo Cuevas Horacio Zeballos         | Første runde |
| 13       | 57    | Santiago González Julio Peralta       | Første runde |
| 14       | 71    | Ivan Dodig Fernando Verdasco          | Første runde |
| 15       | 71    | Marcin Matkowski Aisam-ul-Haq Qureshi | Kvartfinale  |
| 16       | 72    | Rajeev Ram Divij Sharan               | Tredje runde |

#### Wild cards
Syv par modtog et wild card til turneringen.
| Rang. | Spillere                              | Resultat     |
| ----- | ------------------------------------- | ------------ |
| 181   | Alex Bolt Bradley Mousley             | Første runde |
| 193   | Sanchai Ratiwatana Sonchat Ratiwatana | Første runde |
| 334   | Max Purcell Luke Saville              | Anden runde  |
| 397   | Matthew Ebden John Millman            | Første runde |
| 542   | Thanasi Kokkinakis Jordan Thompson    | Første runde |
| [0]–  | James Duckworth Alex de Minaur        | Meldte afbud |
| [0]–  | Sam Groth Lleyton Hewitt              | Kvartfinale  |

### Resultater

#### Kvartfinaler, semifinaler og finale
| Łukasz Kubot |
| Marcelo Melo |

| Ben McLachlan      |
| Jan-Lennard Struff |

| Ben McLachlan      |
| Jan-Lennard Struff |

| Marcus Daniell |
| Dominic Inglot |

| Oliver Marach |
| Mate Pavić    |

| Oliver Marach |
| Mate Pavić    |

| Oliver Marach |
| Mate Pavić    |

| Juan Sebastián Cabal |
| Robert Farah         |

| Juan Sebastián Cabal |
| Robert Farah         |

| Sam Groth      |
| Lleyton Hewitt |

| Juan Sebastián Cabal |
| Robert Farah         |

| Bob Bryan  |
| Mike Bryan |

| Bob Bryan  |
| Mike Bryan |

| Marcin Matkowski     |
| Aisam-ul-Haq Qureshi |

#### Første, anden og tredje runde
| Łukasz Kubot |
| Marcelo Melo |

| Paolo Lorenzi |
| Mischa Zverev |

| Łukasz Kubot |
| Marcelo Melo |

| Mikhail Jelgin |
| Andrej Rublev  |

| Max Purcell  |
| Luke Saville |

| Max Purcell  |
| Luke Saville |

| Łukasz Kubot |
| Marcelo Melo |

| Fabio Fognini     |
| Marcel Granollers |

| Rajeev Ram   |
| Divij Sharan |

| Alex Bolt       |
| Bradley Mousley |

| Fabio Fognini     |
| Marcel Granollers |

| Marius Copil   |
| Viktor Troicki |

| Rajeev Ram   |
| Divij Sharan |

| Rajeev Ram   |
| Divij Sharan |

| Feliciano López |
| Marc López      |

| Florin Mergea  |
| Nenad Zimonjić |

| Feliciano López |
| Marc López      |

| Ben McLachlan      |
| Jan-Lennard Struff |

| Ben McLachlan      |
| Jan-Lennard Struff |

| Thanasi Kokkinakis |
| Jordan Thompson    |

| Ben McLachlan      |
| Jan-Lennard Struff |

| Pablo Carreño Busta    |
| Guillermo García López |

| Pablo Carreño Busta    |
| Guillermo García López |

| Robin Haase      |
| Matwé Middelkoop |

| Pablo Carreño Busta    |
| Guillermo García López |

| Scott Lipsky  |
| David Marrero |

| Scott Lipsky  |
| David Marrero |

| Raven Klaasen |
| Michael Venus |

| Pierre-Hugues Herbert |
| Nicolas Mahut         |

| Matthew Ebden |
| John Millman  |

| Pierre-Hugues Herbert |
| Nicolas Mahut         |

| Guido Pella       |
| Diego Schwartzman |

| Hans Podlipnik-Castillo |
| Andrej Vasiljevskij     |

| Hans Podlipnik-Castillo |
| Andrej Vasiljevskij     |

| Hans Podlipnik-Castillo |
| Andrej Vasiljevskij     |

| Adil Shamasdin |
| Neal Skupski   |

| Marcus Daniell |
| Dominic Inglot |

| Marcus Daniell |
| Dominic Inglot |

| Marcus Daniell |
| Dominic Inglot |

| Hugo Nys     |
| Benoît Paire |

| Hugo Nys     |
| Benoît Paire |

| Santiago González |
| Julio Peralta     |

| Rohan Bopanna          |
| Édouard Roger-Vasselin |

| Ryan Harrison  |
| Vasek Pospisil |

| Rohan Bopanna          |
| Édouard Roger-Vasselin |

| James Cerretani |
| Ken Skupski     |

| Leonardo Mayer |
| João Sousa     |

| Leonardo Mayer |
| João Sousa     |

| Rohan Bopanna          |
| Édouard Roger-Vasselin |

| Peter Gojowczyk |
| Florian Mayer   |

| Oliver Marach |
| Mate Pavić    |

| Wesley Koolhof |
| Artem Sitak    |

| Wesley Koolhof |
| Artem Sitak    |

| Federico Delbonis      |
| Victor Estrella Burgos |

| Oliver Marach |
| Mate Pavić    |

| Oliver Marach |
| Mate Pavić    |

| Jamie Murray |
| Bruno Soares |

| Frances Tiafoe |
| Donald Young   |

| Jamie Murray |
| Bruno Soares |

| Leander Paes |
| Purav Raja   |

| Leander Paes |
| Purav Raja   |

| Nikoloz Basilashvili  |
| Andreas Haider-Maurer |

| Leander Paes |
| Purav Raja   |

| Julien Benneteau  |
| Jonathan Eysseric |

| Juan Sebastián Cabal |
| Robert Farah         |

| Nikola Mektić  |
| Alexander Peya |

| Nikola Mektić  |
| Alexander Peya |

| Marc Polmans       |
| Andrew Whittington |

| Juan Sebastián Cabal |
| Robert Farah         |

| Juan Sebastián Cabal |
| Robert Farah         |

| Ivan Dodig        |
| Fernando Verdasco |

| Steve Johnson |
| Sam Querrey   |

| Steve Johnson |
| Sam Querrey   |

| Pablo Andújar        |
| Albert Ramos Viñolas |

| Pablo Andújar        |
| Albert Ramos Viñolas |

| Sanchai Ratiwatana |
| Sonchat Ratiwatana |

| Pablo Andújar        |
| Albert Ramos Viñolas |

| Denis Istomin     |
| Mikhail Kukusjkin |

| Sam Groth      |
| Lleyton Hewitt |

| Sam Groth      |
| Lleyton Hewitt |

| Sam Groth      |
| Lleyton Hewitt |

| Guillermo Durán |
| Andrés Molteni  |

| Jean-Julien Rojer |
| Horia Tecău       |

| Jean-Julien Rojer |
| Horia Tecău       |

| Bob Bryan  |
| Mike Bryan |

| Márton Fucsovics   |
| Yoshihito Nishioka |

| Bob Bryan  |
| Mike Bryan |

| Thomas Fabbiano |
| Dudi Sela       |

| Maks Mirnyj    |
| Philipp Oswald |

| Maks Mirnyj    |
| Philipp Oswald |

| Bob Bryan  |
| Mike Bryan |

| Nicholas Monroe    |
| John-Patrick Smith |

| Jérémy Chardy  |
| Fabrice Martin |

| Nick Kyrgios |
| Matt Reid    |

| Nick Kyrgios |
| Matt Reid    |

| Jérémy Chardy  |
| Fabrice Martin |

| Jérémy Chardy  |
| Fabrice Martin |

| Pablo Cuevas     |
| Horacio Zeballos |

| Marcin Matkowski     |
| Aisam-ul-Haq Qureshi |

| Marcel Demoliner |
| Treat Huey       |

| Marcin Matkowski     |
| Aisam-ul-Haq Qureshi |

| Roman Jebavý |
| Jiří Veselý  |

| Robert Lindstedt |
| Franko Škugor    |

| Robert Lindstedt |
| Franko Škugor    |

| Marcin Matkowski     |
| Aisam-ul-Haq Qureshi |

| Radu Albot  |
| Chung Hyeon |

| Radu Albot  |
| Chung Hyeon |

| Jonathan Erlich |
| Daniel Nestor   |

| Radu Albot  |
| Chung Hyeon |

| Damir Džumhur |
| Dušan Lajović |

| Henri Kontinen |
| John Peers     |

| Henri Kontinen |
| John Peers     |